# Ḩamīdānīyeh
Ḩamīdānīyeh (persiska: حمیدانیّه) är en ort i Iran.   Den ligger i provinsen Khuzestan, i den centrala delen av landet, 500 km söder om huvudstaden Teheran. Ḩamīdānīyeh ligger 43 meter över havet och antalet invånare är 154.
Terrängen runt Ḩamīdānīyeh är platt.Runt Ḩamīdānīyeh är det ganska tätbefolkat, med 144 invånare per kvadratkilometer. Närmaste större samhälle är Shajarīyāt, 7,4 km nordost om Ḩamīdānīyeh. Trakten runt Ḩamīdānīyeh är ofruktbar med lite eller ingen växtlighet.